# Geomatemáticas
Las geomatemáticas o matemáticas geofísicas son la aplicación de la intuición matemática para resolver problemas en geofísica. El problema más complicado en geofísica es la solución del problema inverso tridimensional, donde las restricciones de observación se utilizan para inferir propiedades físicas. El procedimiento inverso es mucho más sofisticado que el cálculo directo normal de lo que debe observarse desde un sistema físico. El procedimiento de estimación a menudo se denomina estrategia de inversión (también llamado problema inverso), ya que el procedimiento tiene la intención de estimar a partir de un conjunto de observaciones las circunstancias que los produjeron. El proceso inverso es, por lo tanto, el inverso del método científico clásico. 

## Aplicaciones

### Tomografía terrestre
Un área de investigación importante que utiliza métodos inversos es la tomografía sísmica, una técnica para obtener imágenes del subsuelo de la Tierra utilizando ondas sísmicas. Tradicionalmente se utilizaron ondas sísmicas producidas por terremotos o fuentes sísmicas antropogénicas (por ejemplo, explosivos, pistolas de aire marino). 

### Cristalografía
La cristalografía es una de las áreas tradicionales de geología que usan las matemáticas. Los cristalógrafos utilizan el álgebra lineal utilizando la matriz métrica. La matriz métrica utiliza los vectores de base de las dimensiones de la celda unitaria para encontrar el volumen de una celda unitaria, los espacios d, el ángulo entre dos planos, el ángulo entre los átomos y la longitud del enlace. El índice de Miller también es útil en la aplicación de la matriz métrica. La ecuación de Brag también es útil cuando se utiliza un microscopio electrónico para poder mostrar la relación entre los ángulos de difracción de luz, la longitud de onda y los espacios-d dentro de una muestra. 

### Geofísica
La geofísica es una de las disciplinas más pesadas en matemáticas de las ciencias de la Tierra. Hay muchas aplicaciones que incluyen gravedad, magnética, sísmica, eléctrica, electromagnética, resistividad, radioactividad, polarización inducida y registro de sondeos. Los métodos de gravedad y magnéticos comparten características similares porque miden pequeños cambios en el campo gravitacional en función de la densidad de las rocas en esa área. Mientras que los campos de gravedad similares tienden a ser más uniformes y suaves en comparación con los campos magnéticos. La gravedad se usa a menudo para la exploración de petróleo y la sísmica también se puede usar, pero a menudo es significativamente más costosa. Sísmica se usa más que la mayoría de las técnicas de geofísica debido a su capacidad de penetración, su resolución y su precisión. 

### Geomorfología
Muchas aplicaciones de las matemáticas en geomorfología están relacionadas con el agua. En la mecánica de suelos, se utilizan cálculos y propiedades como la ley de Darcy, la ley de Stokes o la porosidad edáfica. 
- La ley de Darcy se usa cuando uno tiene un suelo saturado que es uniforme para describir cómo fluye el fluido a través de ese medio.[3] Este tipo de trabajo caería bajo hidrogeología.
- La ley de Stokes mide la rapidez con la que las partículas de diferentes tamaños se asentarán en un fluido. Esto se usa cuando se realiza un análisis de pipeta de suelos para encontrar el porcentaje de arena vs. limo vs. arcilla.[4] Un error potencial es que supone partículas perfectamente esféricas que no existen.
- La potencia de la corriente se utiliza para encontrar la capacidad de un río de incidir en el lecho del río. Esto es aplicable para ver dónde es probable que falle un río y cambiar el curso o cuando se observa el daño de la pérdida de sedimentos de la corriente en un sistema fluvial (como aguas abajo de una presa).
- Las ecuaciones diferenciales se pueden usar en múltiples áreas de la geomorfología, incluyendo: la ecuación de crecimiento exponencial, la distribución de rocas sedimentarias, la difusión de gas a través de rocas y las divisiones de crenulación.[5]

### Glaciología
Las matemáticas en glaciología consisten en teorías, experimentos y modelos. Por lo general, cubre los glaciares, el hielo marino, el flujo de agua y la tierra debajo del glaciar. 
El hielo policristalino se deforma más lentamente que el hielo cristalino simple, debido a la tensión que existe en los planos basales que ya están bloqueados por otros cristales de hielo. Se puede modelar matemáticamente con la Ley de Hooke para mostrar las características elásticas al usar constantes de Lamé. En general, el hielo tiene sus constantes de elasticidad lineal promediadas sobre una dimensión del espacio para simplificar las ecuaciones mientras se mantiene la precisión.  
Se considera que el hielo policristalino viscoelástico tiene bajas cantidades de estrés, generalmente por debajo de una barra. Este tipo de sistema de hielo es donde uno probaría la fluencia o las vibraciones de la tensión en el hielo. Una de las ecuaciones más importantes para esta área de estudio se llama función de relajación. Donde es una relación estrés-tensión independiente del tiempo. Esta área generalmente se aplica al transporte o la construcción sobre hielo flotante. 
La aproximación de hielo poco profundo es útil para glaciares que tienen un espesor variable, con una pequeña cantidad de estrés y velocidad variable. Uno de los objetivos principales del trabajo matemático es poder predecir el estrés y la velocidad. Que puede verse afectado por los cambios en las propiedades del hielo y la temperatura. Esta es un área en la que se puede usar la fórmula basal de esfuerzo cortante. 